# Éric Heidsieck
Pour les articles homonymes, voir Heidsieck.
Éric Heidsieck, né le 21 août 1936 à Reims, est un pianiste classique français.

## Biographie
Éric Heidsieck donne son premier récital à l'âge de neuf ans et son premier concert avec orchestre en mai 1947 où il interprète un concerto pour piano de Mozart. 
Il étudie à l'Ecole normale de musique de 1944 à 1952. Il entre au Conservatoire de Paris en 1952 dans la classe de Marcel Ciampi et obtient un 1er prix deux ans plus tard. Il se perfectionne auprès d'Alfred Cortot, et suit les cours de Wilhelm Kempff sur Beethoven.
Il fait son service militaire à Alger en 1958 et 1959.
En 1959, il obtient le grand prix du disque (EMI) pour l'enregistrement des Concertos n° 21 et n° 24 de Mozart. L'année suivante, il fonde avec son épouse Tania, également pianiste, un duo qui brillera sur les scènes du monde entier.
En 1969, Éric Heidsieck donne en concert public à la salle Gaveau les 32 Sonates de Beethoven, avec un « jeu plein d'élan et de vigueur, impeccable et sobre ». Il enregistre ces sonates de Beethoven chez EMI entre 1970 et 1974 puis de nouveau dix ans plus tard puis en 1997. Il s'est fait une spécialité de l'exécution et de l'enregistrement d'intégrales, comme les seize suites de Haendel ou l'intégrale de l'œuvre pour piano de Fauré.
Depuis le début de sa carrière, Éric Heidsieck est un musicien soliste renommé qui a donné plus de 2 000 concerts à travers le monde. Il a également donné de nombreuses master classes en France et à l'étranger. En France, il a enseigné durant dix-huit ans au Conservatoire national supérieur de musique de Lyon, Géry Moutier lui succédant dès 1997.
Éric Heidsieck avait gracieusement offert un concert en l'église Saint-Pierre de Gourdon, durant l'été 1988, en présence de la reine Margaret de Danemark et de son époux le prince Henrik de Montpezat, en faveur de la Renaissance du Carillon de Saint-Pierre, association présidée par Michel Van Kappel.
De 1957 à 2004, il a enregistré plus d'une centaine de disques.
Il a également composé plusieurs cycles de mélodies, dont Hommage à Rouget de Lisle. Paraphrase sur le thème de « La Marseillaise » à la manière de 23 compositeurs,.
Il a créé les œuvres de Georges Hugon (Concerto pour piano, 1962), Michel Merlet (24 Préludes, 1984).
Éric Heidsieck et son épouse Tania Heidsieck sont membres d'honneur de l'association des Amis de Maurice Ravel